# Yūko Hasama
Yūko Hasama (迫 祐子, Hasama Yūko) est une karatéka japonaise surtout connue pour avoir remporté le titre de championne du monde en kumite individuel féminin moins de 53 kilos aux championnats du monde de karaté 1988 et 1990.

## Résultats
| Résultat           | Date          | Épreuve                   | Catégorie | Compétition                | Ville hôte              |
| ------------------ | ------------- | ------------------------- | --------- | -------------------------- | ----------------------- |
| Médaille de bronze | 1986          | Kumite individuel - 53 kg | Seniors   | Championnats du monde 1986 | Sydney, en Australie    |
| Médaille d'or      | Novembre 1988 | Kumite individuel - 53 kg | Seniors   | Championnats du monde 1988 | Le Caire, en Égypte     |
| Médaille de bronze | Juillet 1989  | Kumite individuel - 53 kg | Seniors   | Jeux mondiaux 1989         | Karlsruhe, en Allemagne |
| Médaille d'or      | Novembre 1990 | Kumite individuel - 53 kg | Seniors   | Championnats du monde 1990 | Mexico, au Mexique      |